# Tetrablemma samoense
Tetrablemma samoense är en spindelart som beskrevs av Marples 1964. Tetrablemma samoense ingår i släktet Tetrablemma och familjen Tetrablemmidae.
Artens utbredningsområde är Samoa. Inga underarter finns listade i Catalogue of Life.